# 西伯利亞 (食品)
西伯利亞蛋糕（日语：シベリア），是一種以卡斯提拉夾著羊羹或紅豆餡製作的日式蛋糕點心。另有「羊羹卡斯提拉」的叫法。

## 歷史
日本開始出現西伯利亞蛋糕最有可能的時間為在明治末年至大正初期的一段日子，而在大正5年（1916年）便已有像是位於橫濱的Coty Bakery 專門販售西伯利亞蛋糕的門舖。

## 名稱由來
此甜點被稱為西伯利亞的原因已無從考證。一說是有淺色的卡斯提拉中間夾著深色的羊羹、就像一條穿越西伯利亞雪原的鐵道模樣，或是因此甜點的發明人曾參與日俄戰爭、而以俄國的西伯利亞為名，以及是引用自該時期發生的西伯利亞干涉事件等不同說法。

## 其它
在2013年由吉卜力工作室推出的電影動畫《風起》中，因出現購買西伯利亞蛋糕的橋段，使此甜點在日本意外翻紅。